# Кисловская слобода
Ки́словская слобода́ — историческое поселение царских и патриарших кислошников в Москве в Белом городе, в районе между Воздвиженкой и Большой Никитской улицей. Существование слободы отразилось на названии близлежащих переулков, называемых Кисловскими. С 1565 года располагалась к северу от Опричного двора Ивана IV Грозного, на месте современных Нижнего и Среднего Кисловских переулков. На севере граничила с Калашной слободой.
Кислошники поставляли к государеву двору различные соления, в том числе кислую капусту, огурцы, квасы. До изобретения современного способа консервирования квашеные и засоленные продукты были основой зимних заготовок и составляли бо́льшую часть рациона населения. Этим объясняется расположение Кисловской слободы в центре города. После ликвидации Опричного двора кислошники, предположительно, перешли на службу в Кремлёвский Сытный дворец. Поселения царских кислошников на месте слободы сохранялись вплоть до первой половины XVIII века.
Помимо дворцовых служащих, в районе современных Большого и Малого Кисловских переулков в XVII веке также селились патриаршие кислошники. В конце XVII века часть территории слободы передали приказу Царицыной мастерской палаты, и здесь также проживали женщины, обслуживающие двор царицы: кормилицы, швеи, постельницы и другие. Это место описывается в пьесе «Комик XVII столетия» Александра Островского.
В 1685 году в обеих слободах насчитывалось 124 двора. К XVIII веку территория слободы постепенно застраивалась дворянскими особняками.
Приходским храмом царских кислошников являлась церковь великомученика Дмитрия Солунского в Никитском монастыре на углу Большой Никитской улицы и Большого Кисловского переулка. Деревянная церковь была построена в 1582 году близ Никитского монастыря, но каменное здание, которое возвели в 1629-м, расположили уже на монастырской территории. Это была одна из немногих приходских церквей, находившихся в границах монастыря, но не связанных с ним и имеющих собственную паству и причт. В 1933 году была разобрана.